# Apel sztokholmski
Apel sztokholmski – orędzie przedstawione 25 marca 1950 roku w Sztokholmie podczas III sesji Kongresu Obrońców Pokoju. Była to pierwsza inicjatywa Światowej Rady Pokoju powołanej w Warszawie w tym samym roku. Treść apelu koncentrowała się na poparciu polityki ZSRR po zakończeniu II wojny światowej.

## Treść i okoliczności

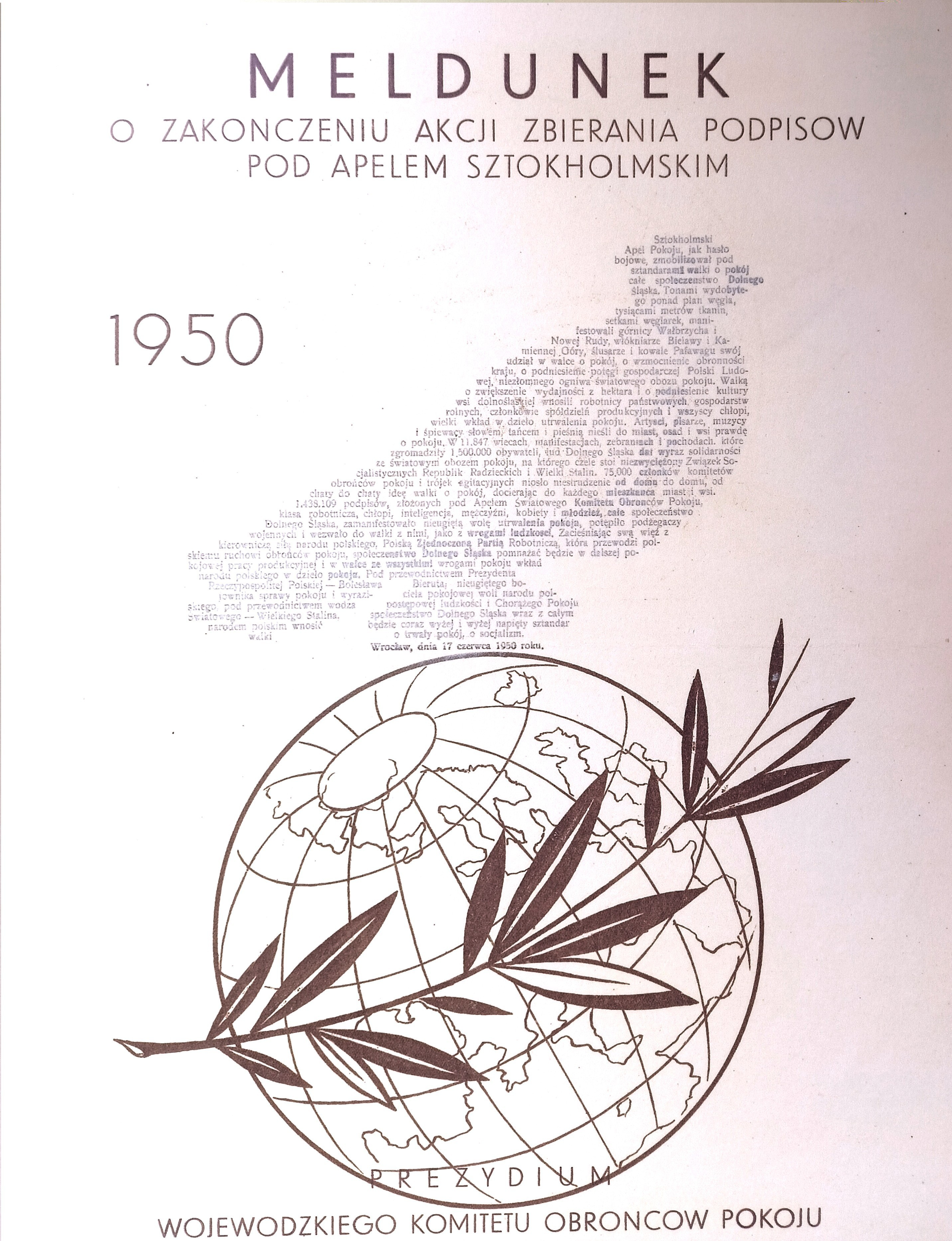
Meldunek o wykonaniu zadania "Apel Sztokholmski", rok 1950, Wrocław

Apel sztokholmski wzywał narody do przeprowadzenia plebiscytu w sprawie zakazu produkcji broni atomowej. Deklaracja brzmiała: „Domagamy się stanowczego zakazu broni atomowej, jako oręża napaści wojennej i masowej zagłady ludzi. Żądamy ustanowienia ścisłej kontroli międzynarodowej nad wykonaniem tego postanowienia. Będziemy uważali za zbrodniarza wojennego rząd, który by pierwszy zastosował broń atomową przeciwko jakiemukolwiek krajowi”.
„Meldunki z wykonania zadania” były przepojone niezamierzonymi oksymoronami „walki o pokój z wrogami”: 

MELDUNEK O ZAKOŃCZENIU AKCJI ZBIERANIA PODPISÓW POD APELEM SZTOKHOLMSKIM 1950
Sztokholmski Apel Pokoju, jak hasło bojowe, zmobilizował pod sztandarami walki o pokój całe społeczeństwo Dolnego Śląska. Tonami wydobytego ponad plan węgla, tysiącami metrów tkanin, setkami węgielarek, manifestowali górnicy Wałbrzycha i Nowej Rudy, włókniarze Bielawy iKamiennej Góry, ślusarze i kowale Pafawagu swój udział w walce o pokój, o wzmocnienie obronności kraju, o podniesienie potęgi gospodarczej Polski Ludowej, niezłomnego ogniwa światowego obozu pokoju.
 [...] lud Dolnego Śląska dał wyraz solidarności ze światowym obozem pokoju, na którego czele stoi niezwyciężony Związek Socjalistycznych Republik Radzieckich i Wielki Stalin. 75.000 członków komitetów obrońców pokoju, trójek agitacyjnych niosło niestrudzenie od domu do domu, od chaty do chaty idee walki o pokój, docierając do każdego mieszkańca miast i wsi.  [...] całe społeczeństwo Dolnego Śląska zamanifestowało nieugiętą wolę utrwalenia pokoju, potępiając podżegaczy wojennych i wezwało do walki z nimi, jako z wrogami ludzkości.
Zacieśniając swą więź z kierowniczą siłą narodu polskiego, Polską Zjednoczoną Partią Robotniczą, która przewodzi polskiemu ruchowi obrońców pokoju, społeczeństwo Dolnego Śląska pomnażać będzie w dalszej pokojowej pracy produkcyjnej i w walce ze wszystkimi wrogami pokoju wkład narodu polskiego w dzieło pokoju.  Pod przewodnictwem Prezydenta Rzeczypospolitej Polskiej – Bolesława Bieruta, nieugiętego bojownika sprawy pokoju i wyraziciela pokojowej woli narodu polskiego, pod przewodnictwem wodza postępowej ludzkości i Chorążego Pokoju Światowego – Wielkiego Stalina, społeczeństwo Dolnego Śląska wraz z całym narodem polskim wnosić będzie coraz wyżej i wyżej napięty sztandar walki o trwały pokój, o socjalizm.

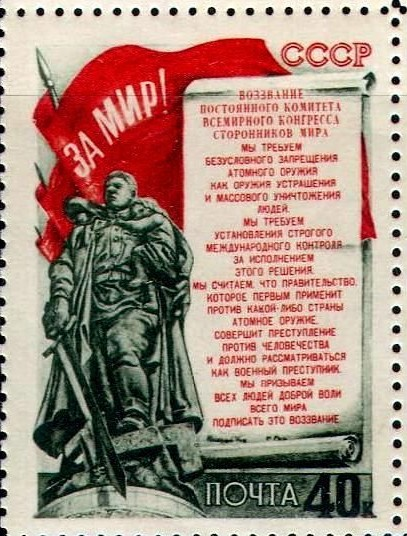
Radziecki znaczek pocztowy z 1951 r. z apelem sztokholmskim, po rosyjsku

Według jednych źródeł dzięki sprawnej akcji propagandowej Związku Radzieckiego zebrano około 500 milionów podpisów – w znacznej mierze w krajach bloku komunistycznego, w samym ZSRR 140 milionów podpisów. Według innych źródeł podpisów zebrano 273 miliony. Akcję zbierania podpisów rozpoczęto 16 kwietnia 1950 roku. W Polsce podpisy były zbierane głównie w zakładach pracy, a także przez wszelkie organizacje. Mimo wzniosłych haseł zawartych w apelu był on jednym z pierwszych akcentów propagandowych rozpoczynającej się zimnej wojny. Związek Radziecki rozpoczynający dopiero tworzenie arsenałów z bronią jądrową (pierwsza testowa eksplozja została tam przeprowadzona  29.08.1949 roku) potrzebował czasu na jego rozbudowę.

## Proces zbierania podpisów
W Polsce za akcję zbierania podpisów odpowiedzialny był Komitet Obrońców Pokoju działający na szczeblu centralnym. Miał on swoje struktury na szczeblu wojewódzkim, miejskim, powiatowym, gminnym, gromadzkim a nawet blokowym. Jeden komitet miał obejmować zasięgiem swojego działania tysiąc mieszkańców. Zgodnie z instrukcją członkowie komitetów mieli w grupach 2–3-osobowych odwiedzać kolejne mieszkania czy chaty wiejskie, przeprowadzać rozmowy wyjaśniające drogę „walki o pokój” oraz namawiać do składania podpisów. Jako pierwszy pod apelem podpisał się prezydent RP Bolesław Bierut. W ciągu dwóch miesięcy, do 18 czerwca 1950 roku apel sztokholmski, według oficjalnych danych, podpisało 18 milionów Polaków, czyli niemal cała dorosła ludność kraju.
Złożenia asygnaty pod apelem sztokholmskim wymagano również od Kościołów i związków wyznaniowych, a ewentualną odmowę złożenia podpisu traktowano jako poparcie dla „amerykańskich imperialistów” i sprzeciw wobec „pokojowej polityki” ZSRR. Odmowa stawała się też dla komunistów dogodnym pretekstem do rozpoczęcia szykan wobec grup wyznaniowych, które tego nie zrobiły. Jedną z nielicznych grup, które zarówno jako związek wyznaniowy, jak i w której poszczególni wierni nie podpisywali się pod apelem we wszystkich krajach, w których prowadzono akcję, byli Świadkowie Jehowy. Swoją postawę tłumaczyli oni neutralnością wobec polityki państwa. W Polsce stało się to przyczynkiem do szybkiej reakcji władz komunistycznych. W nocy z 20 na 21 czerwca 1950 roku dokonano w całym kraju setek rewizji w domach Świadków Jehowy i 107 aresztowań. Zajęto również miejsca ich zebrań. Już 2 lipca 1950 Antoni Bida, dyrektor Urzędu do Spraw Wyznań, oficjalnie odmówił rejestracji wyznania Świadków Jehowy w Polsce i arbitralnie ogłosił rozwiązanie ich organizacji z powodu prowadzenia „przestępczej działalności”, mogącej doprowadzić do „zagrożenia bezpieczeństwa, spokoju i porządku publicznego”.
W napiętej sytuacji pomiędzy Kościołem katolickim w Polsce a komunistycznymi władzami, po szeregu mocnych wypowiedzi kilku biskupów, Episkopat Polski 9 czerwca 1950 wypowiedzią sekretarza generalnego Konferencji Episkopatu Polski bp. Zygmunta Choromańskiego zaakceptował apel sztokholmski próbując łagodzić sytuację. Hierarchowie widzieli polityczny charakter tej akcji, jednakże uznawali, że „modlitwą więcej zrobią aniżeli podpisem”. Mimo że listy wyłożono również w kuriach biskupich, to część duchownych nie złożyła podpisu. Według władz kościelnych ze szkół usunięto około 500 księży prefektów, którzy nie poparli apelu. Według sprawozdań rządowych za niepodpisanie Apelu sztokholmskiego zwolniono 434 księży katolickich, spośród których części przywrócono prawo nauki w szkołach, a ostatecznie zwolnionych miało być 365 księży. Obywatele odmawiający złożenia podpisu pod apelem, byli wciągani do kartoteki informacyjnej Ministerstwa Bezpieczeństwa jako „wrogi element”.